# Hanne Mestdagh
Hanne Mestdagh (Ypres, 19 aprile 1993) è una cestista belga.
È la figlia di Philip Mestdagh e la sorella di Kim Mestdagh.

## Carriera
Con il Belgio ha disputato i Giochi olimpici di Tokyo 2020, i Campionati mondiali del 2018 e tre edizioni dei Campionati europei (2017, 2019, 2021).